# تاریخ کلیسایی مردم انگلیس
تاریخ کلیسایی مردم انگلیس (لاتین: Historia ecclesiastica gentis Anglorum)کتابی است که توسط سنت بید تالیف شده است و مربوط به تاریخ کلیساهای مسیحی در انگلستان است.تمرکز اصلی آن بر تضاد بین آیین رومی پیش از مسیحیت و مسیحیت سلتیک است. در اصل کتاب به زبان لاتین نوشته شده است و یکی از مهم ترین مراجع  در تاریخ آنگلوساکسون محسوب می شود و نقش کلیدی در توسعه هویت ملی انگلیسی داشته است. اعتقاد بر این است که کتاب در سال ۷۳۱ میلادی زمانی که سنت بید تقریباً ۵۹ ساله بود تکمیل شده است.

## شرح کتاب
اولین فصل از پنج فصل کتاب با بررسی جغرافیایی آغاز می شود و سپس تاریخ انگلستان را ترسیم می کند. حمله سزار در سال ۵۵ قبل از میلاد شرح مختصری از مسیحیت در بریتانیای روم، از جمله شهادت سنت آلبان مرد اشاره واقع و با داستان مأموریت آگوستین به انگلستان در سال ۵۹۷ میلادی، که مسیحیت را به میان آنگلوساکسون ها آورد، دنبال می شود.شرح مختصری از مسیحیت در بریتانیای روم، از جمله شهادت سنت آلبان، با داستان مأموریت آگوستین به انگلستان در سال 597، که مسیحیت را به آنگلوساکسون ها آورد، دنبال می شود.فصل دوم با مرگ گریگوری کبیر در سال ۶۰۴ آغاز می شود و پیشرفت بیشتر مسیحیت در کنت و اولین تلاش ها برای بشارت نورثومبریا را دنبال می کند.هنگامی که پندا، پادشاه بت پرست مرسیا، ادوین تازه مسیحی نورثامبریا را در نبرد هتفیلد چیس در حدود سال ۶۳۲ میلادی در نبرد هتفیلد چیس کشت، پیشرفت مسیحیت متوقف می شود.این عقب‌نشینی موقتی بود و فصل سوم رشد مسیحیت در نورثامبریا را در زمان پادشاهان اسوالد و اوسوی بازگو می‌کند نقطه اوج کتاب سوم گزارش شورای ویتبی است که به طور سنتی به عنوان یک نقطه عطف بزرگ در تاریخ انگلیس تلقی می شود.فصل چهارم با تقدیس تئودور به عنوان اسقف اعظم کانتربری آغاز می شود و تلاش های ویلفرد برای آوردن مسیحیت به پادشاهی ساسکس را بازگو می کند.کتاب پنجم داستان را به زمان سنت بِد می‌آورد، و شامل گزارشی از کار تبلیغی در فریزیا، و درگیری با کلیسای بریتانیا بر سر تاریخ‌گذاری صحیح عید پاک است.سنت بید مقدمه ای برای این اثر نوشت که در آن کتاب را به پادشاه نورثآمریا تقدیم می کند.احتمالاً پادشاه وقت به اندازه کافی لاتین می دانست که متن کتاب را بفهمد، و حتی ممکن است قادر به خواندن آن بوده باشد

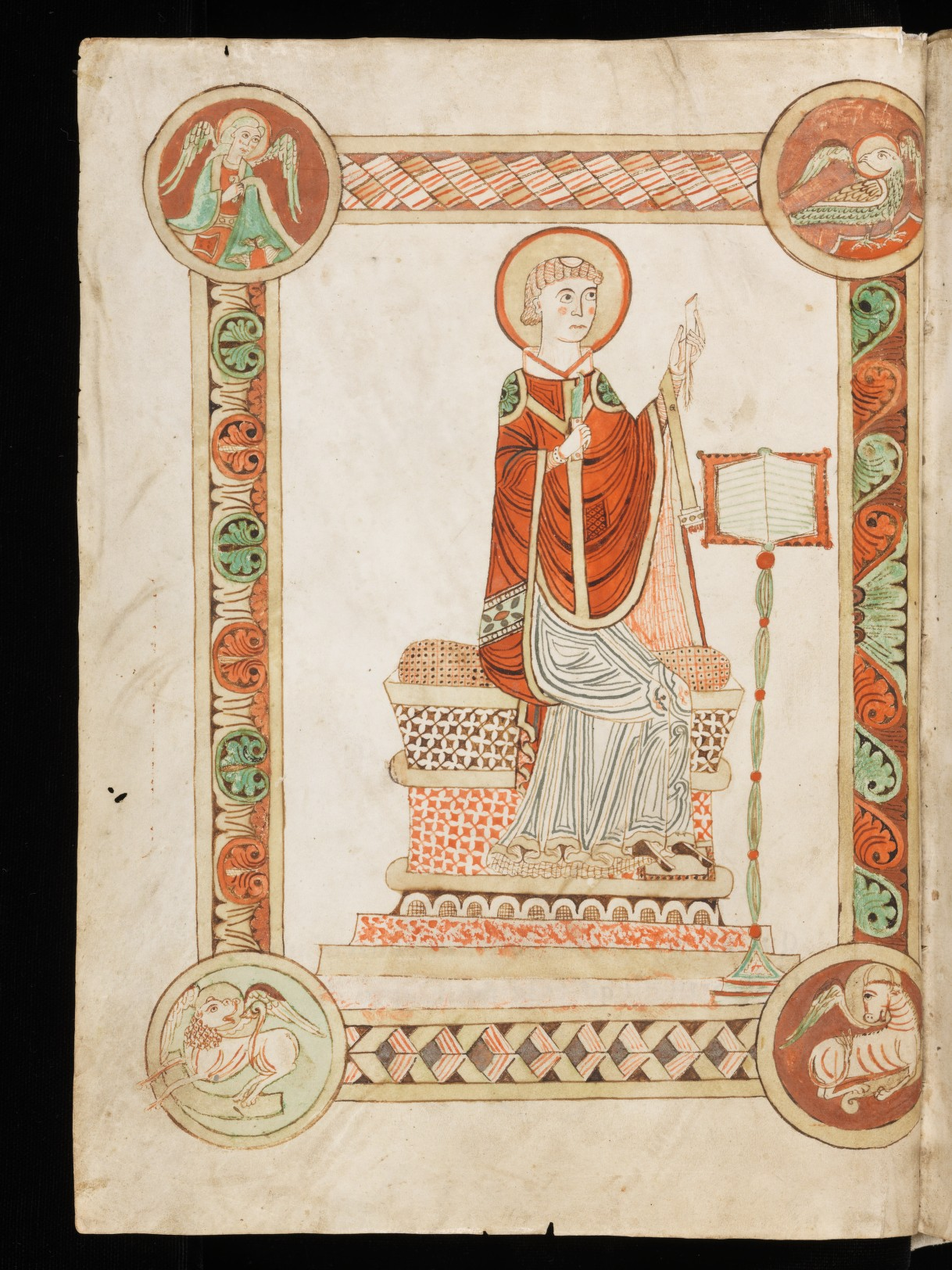
نگارش «تاریخ کلیسایی مردم انگلیس»، در سوئیس

## منابع کتاب

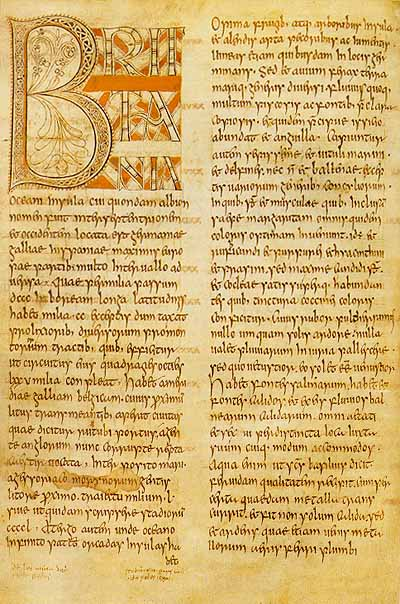